# Riff Cohen
Pour les articles homonymes, voir Cohen.
Riff Cohen est une musicienne israélienne née à Tel Aviv en 1984

## Biographie

### Jeunesse et formation
Riff Cohen naît en 1984 à Tel Aviv , Sa mère, née en Algérie, a grandi à Nice dans le sud de la France. Son père, israélien, est issu d'une famille tunisienne,. Elle prend des cours de danse et de piano durant son enfance, est scolarisée dans une école d'art, puis étudie la musicologie à l'université de Tel Aviv. En 2008, elle bénéficie d'une bourse d'études et passe plusieurs années à la Cité internationale des arts de Paris,.

### Carrière musicale
À Tel Aviv, Riff Cohen joue de la musique électronique dans un groupe formé avec le musicien Asaf Korman. Elle enregistre également des chansons interprétées en anglais. Lors de son séjour à Paris, elle propose ses maquettes aux maisons de disques. L'artiste entre en rapport avec la branche française d'EMI, sans pouvoir signer de contrat discographique,. Elle retourne en Israël et réalise en 2012 son premier album, intitulé À Paris, sans l'appui d'une maison de disques. Le disque est commercialisé en France six mois plus tard. Durant l'année 2013, elle fera une vingtaine de dates  avec des musiciens français, dont le guitariste Emmanuel Emo. En 2013, Cohen est nommée « révélation de l'année » par la société des auteurs, compositeurs et éditeurs de musique en Israël (ACUM). L'année suivante, elle prend part à l'enregistrement du premier album de Moodoïd. Elle sort par la suite d'autres albums, en 2015, 2020 et 2024.

### À l'écran
En 2012, Riff Cohen tient un rôle dans le film Une bouteille à la mer, adaptation du roman Une bouteille dans la mer de Gaza de Valérie Zenatti,.

## Style musical
La musique de Riff Cohen mêle entre autres le rock, la pop et la musique traditionnelle orientale. Les paroles sont chantées aussi bien en français qu'en hébreu,. Les textes en français sont des poèmes écrits par sa mère,.

## Discographie (France)

### Album
- 2013 : À Paris (Disques AZ)
- 2015 : A La Menthe
- 2020 : Quelle Heure Est-ll
- 2024 :  חור בלב

## Filmographie

### Cinéma
- 2012 : Une bouteille à la mer de Thierry Binisti : Efrat